# Miriam Pössnicker
Miriam Pössnicker (* 29. Oktober 1987 in Graz) ist eine österreichische Fernsehmoderatorin und Journalistin.

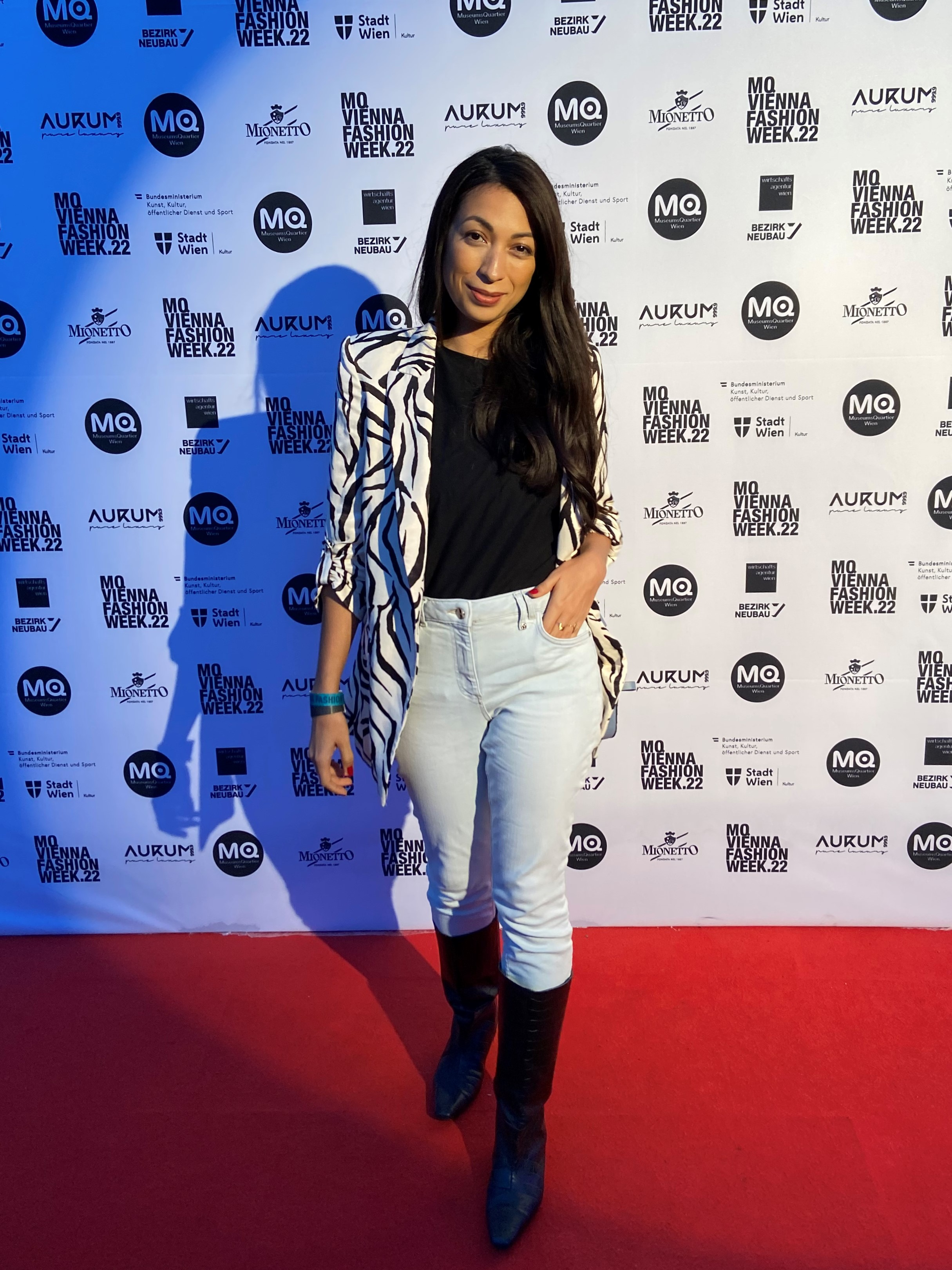
Miriam Pössnicker bei der MQ Vienna Fashionweek (2022)

## Leben und Karriere
Pössnicker hat thailändische Wurzeln. Sie wuchs in der Steiermark auf und besuchte die HTBLVA Graz-Ortweinschule mit dem Schwerpunkt Produktdesign. Schon während der Schulzeit begann Pössnicker beim Regionalfernsehen in ihrem Heimatort Deutschfeistritz. Nach der Matura studierte sie ein Jahr Soziologie und zog dann nach Wien, wo sie Wirtschaftsrecht und Publizistik- und Kommunikationswissenschaft studierte.
Nach einem Volontariat beim ORF machte sich Pössnicker selbstständig. Von 2013 bis 2019 moderierte sie die wöchentliche Sendung des obersteirischen Regionalsenders HiWay-TV, für den sie auch das Lehrlingsmagazin Trainee of the Day gestaltete, sowie das Sportmagazin HiWay-TV Sport. Parallel dazu war sie von 2015 bis 2018 als freie Gestalterin des wöchentlichen ATV Formats Hi-Society tätig. 2018 moderierte sie eine einstündige Sendung zum EU-Ratsvorsitz für den Wiener Regionalsender W24. 2019 begann Pössnicker beim neu eröffneten österreichischen Privatsender Puls 24 und wechselte 3 Monate später zu Café Puls. Seit März 2020 präsentiert sie die tägliche Rubrik Café Puls Webflash. Seit Juni 2021 moderiert sie ebenso Café Puls – Das Magazin und seit Juli 2022 ist Pössnicker auch als Moderatorin von Café Puls am Vormittag tätig.

## Privates
Im Februar 2022 sprach Pössnicker erstmals öffentlich über ihre Essstörung. Sie litt 7 Jahre lang an Bulimie.